# ديفيد بينس
ديفيد بينس (بالإنجليزية: David Pines)‏ (و. 1924 – م) هو فيزيائي من الولايات المتحدة الأمريكية . ولد في كانساس سيتي (ميزوري) . وهو عضواً في الجمعية الأمريكية للفلسفة، والأكاديمية الأمريكية للفنون والعلوم، والأكاديمية الهنغارية للعلوم، والجمعية الفيزيائية الأمريكية، والأكاديمية الوطنية للعلوم، والأكاديمية الروسية للعلوم .

## التعليم
تعلم في جامعة برنستون

## جوائز
حصل على جوائز منها:
- جائزة ليليانفيلد [الإنجليزية]‏ (2016)
- زمالة غوغنهايم.